# William Nygaard (den ældre)
 For alternative betydninger, se William Nygaard. (Se også artikler, som begynder med William Nygaard)
William Martin Nygaard (6. februar 1865, Kristiansand, Norge – 19. december 1952) var en norsk forlægger og politiker. Han var søn af Marius Nygaard og farfar til forlægger William Nygaard (født 1943), ligeledes forelægger.

## Forlægger
Nygaard blev ansat i boghandelen H. Aschehoug & Co. i 1887. Sammen med Thorstein Lambrechts købte han i 1888 både boghandelen og forlaget, og i 1900 blev han eneejer af forlaget, som skiftede navn til H. Aschehoug & Co. (W. Nygaard). Han var direktør for forlaget op til 1940, da sønnen Mads Wiel Nygaard overtog.
I 1895 tog Nygaard initiativ til oprettelsen af Den norske Forleggerforening, hvor han også blev formand.

## Politiker
Nygaard var medlem af Oslo bystyre 1908–1919, og i 1910 var han med ved dannelsen af Frisinnede Venstre. Han var stortingsrepræsentant for Frisinnede 1922–1924.